# Myrcia neocambessedeana
Myrcia neocambessedeana là một loài thực vật thuộc họ Myrtaceae. Đây là loài đặc hữu của Brasil.